# Avenue Louise
L'avenue Louise (en néerlandais : Louizalaan) est une avenue bruxelloise s’étendant de la place Louise au bois de la Cambre constituant l'artère principale de l'extension sud de la ville de Bruxelles. C'est l'une des avenues les plus chères et les plus réputées de la capitale.

## Histoire
Cette avenue naît en 1847, lorsque surgit l’idée de relier le centre-ville au bois de la Cambre et à la forêt de Soignes par une voie rectiligne d’aspect monumental, arborée de marronniers. Elle est nommée en l’honneur de la princesse Louise, fille ainée du Roi des Belges Léopold II, tout comme la place Stéphanie est nommée en l’honneur de sa sœur Stéphanie.
Sous l'occupation allemande, la Gestapo installa ses bureaux avenue Louise. Le nom de celle-ci fut désormais durablement associé aux tortures que subirent les résistants belges arrêtés, aux numéros 347, 453 et 510. Le pilote de combat Jean de Selys Longchamps mena, sans l'autorisation de ses supérieurs, une attaque particulièrement audacieuse contre le no 453 : le 20 janvier 1943, aux commandes de son Hawker Typhoon.
Pour les besoins supposés de l'exposition universelle de 1958, l’avenue est totalement réaménagée, en intégrant en son centre une autoroute urbaine passant en tunnel sous les carrefours et offrant un accès direct à la petite ceinture. Cette configuration existe encore aujourd’hui. Elle implique qu’aucune ligne de métro ne parcourt l’avenue, malgré sa grande densité bâtie et ses fonctions multiples de commerces / bureaux / logements, celui-ci étant en quelque sorte remplacé par les tunnels autoroutiers. Néanmoins, les lignes de tram 8 et 93 fonctionnent en site propre de la place Stéphanie jusqu'au dépôt de Woluwe.
L'avenue Louise est également le lieu de naissance de l'écrivain Marguerite Yourcenar, née au numéro 193 le 8 juin 1903 (bâtiment aujourd'hui disparu).

## Géographie
Pour la création de l'avenue, une partie du territoire de la commune d'Ixelles est annexé à la ville de Bruxelles, tout comme le bois de la Cambre (Ixelles, Uccle et Watermael-Boitsfort) auquel elle mène. Ixelles est ainsi coupée en deux, les limites de Bruxelles suivant environ le cours de l'avenue Louise, mais comprenant souvent les immeubles des rues adjacentes, servant d'arrière-maisons aux luxueuses habitations de l'avenue. Tous les immeubles de l'avenue Louise sont donc situés dans le territoire de Bruxelles-ville, à l'exception des premiers bâtiments correspondant au Goulet Louise, rétrécissement de l'avenue formant son quartier commerçant, où une partie des habitations et trottoirs sont situés sur le territoire de Saint-Gilles. Le territoire bruxellois correspond à cet endroit à peu près aux rails de tram centraux, formant au nord-est une toute petite exclave de la commune de Saint-Gilles.

## Adresses et lieux notables

### Bâtiments classés
- no 224 : hôtel Solvay (conçu par Victor Horta, classé au patrimoine mondial)
- no 346 : hôtel Max Hallet (conçu par Horta)
- au no 520 se trouvait l'hôtel Aubecq (conçu par Horta), jusqu'à sa démolition en 1949
- no 544 et no 589 : Anciens pavillons d'octroi de la Porte de Namur

### Immeubles remarquables
- no 124 : Tour Louise (architectes André et Jean Polak, 1965)
- no 182 : hôtel de maître (hôtel De Leeuw), 1897, conçu par l'architecte Henri Van Dievoet, orné de sgraffites ("Maronniers") par son frère Gabriel Van Dievoet[2].
- no 324-326 : Blue Tower (architecte Henri Montois, 1976)
- no 479  : Résidence Vincennes
- no  544 et 589 : anciens pavillons d'octroi de la Porte de Namur

### Monuments et sculptures
- Le Dompteur de chevaux, sculpture par Thomas Vinçotte, 1885.
- Nègres marrons surpris par des chiens, œuvre de Louis Samain (1895)
- La Lutte équestre, œuvre de Jacques de Lalaing (1906)
- Mémorial aux bourgmestres Charles Buls et Émile Demot, œuvre de Joseph Van Neck (1928)

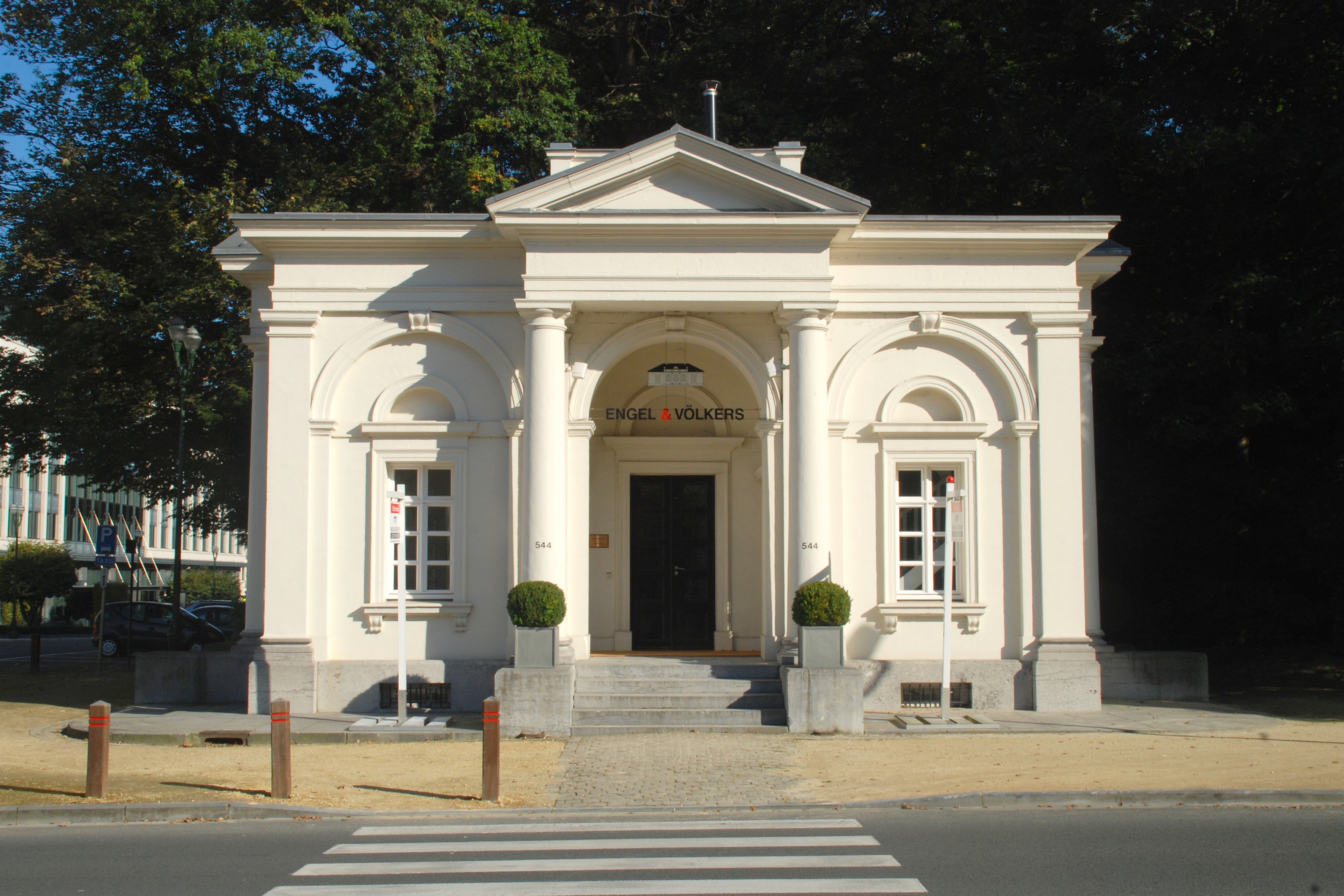
Entrée du bois de la Cambre : ancien pavillon d'octroi de la Porte de Namur.

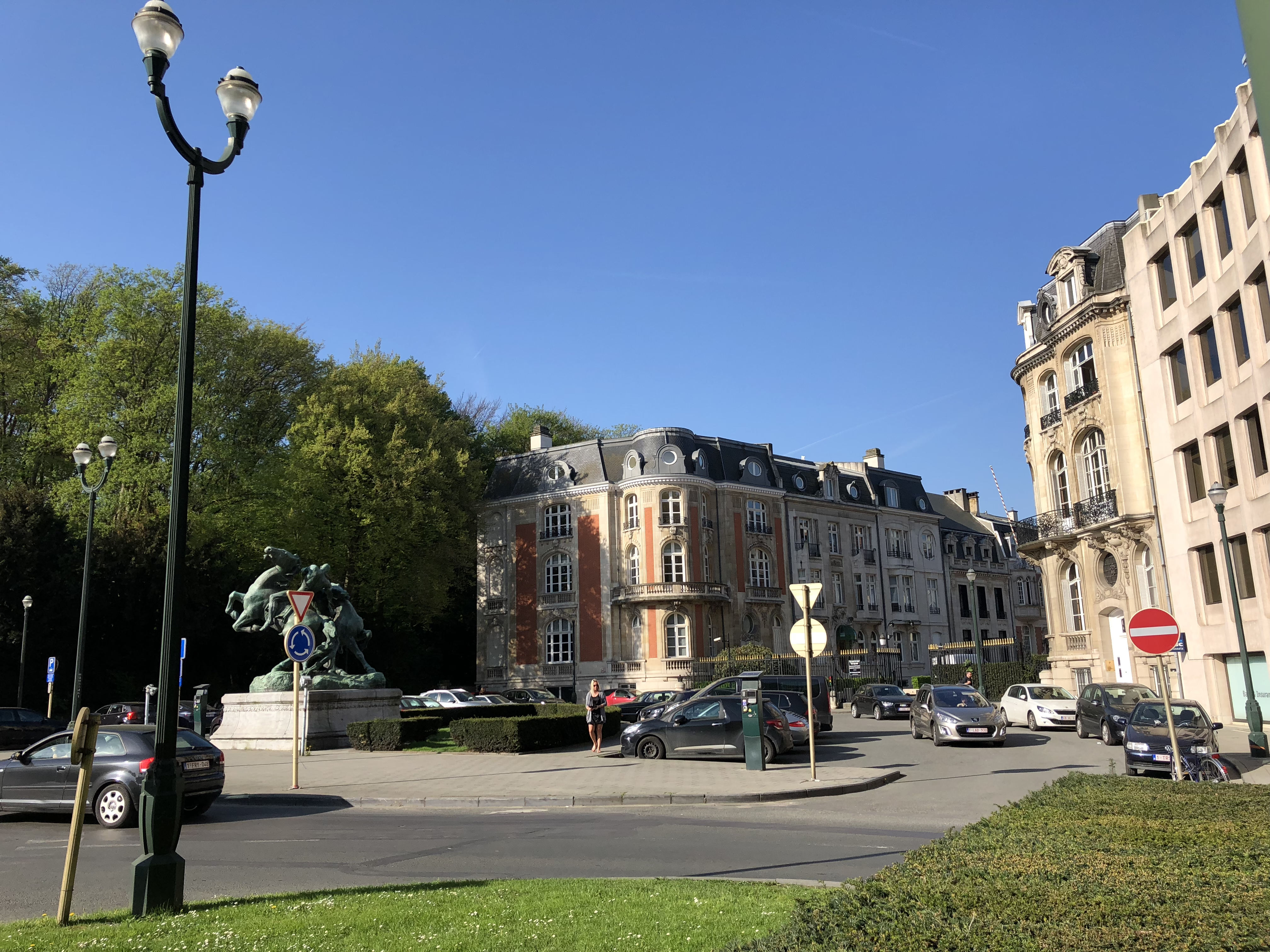
L'entrée du square du Bois et, à gauche, La Lutte équestre, œuvre de Jacques de Lalaing.

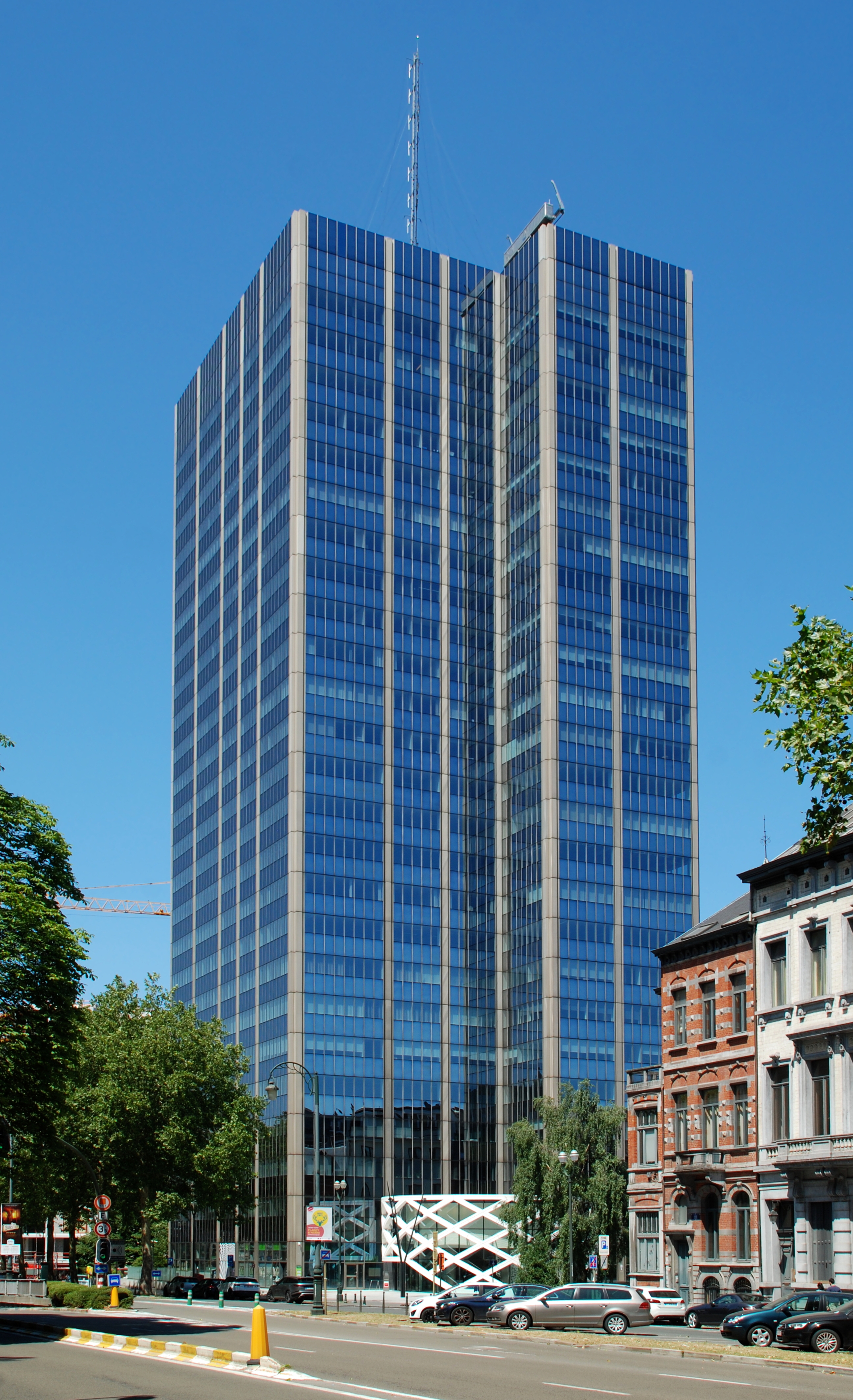
Blue Tower (architecte Henri Montois, 1976.

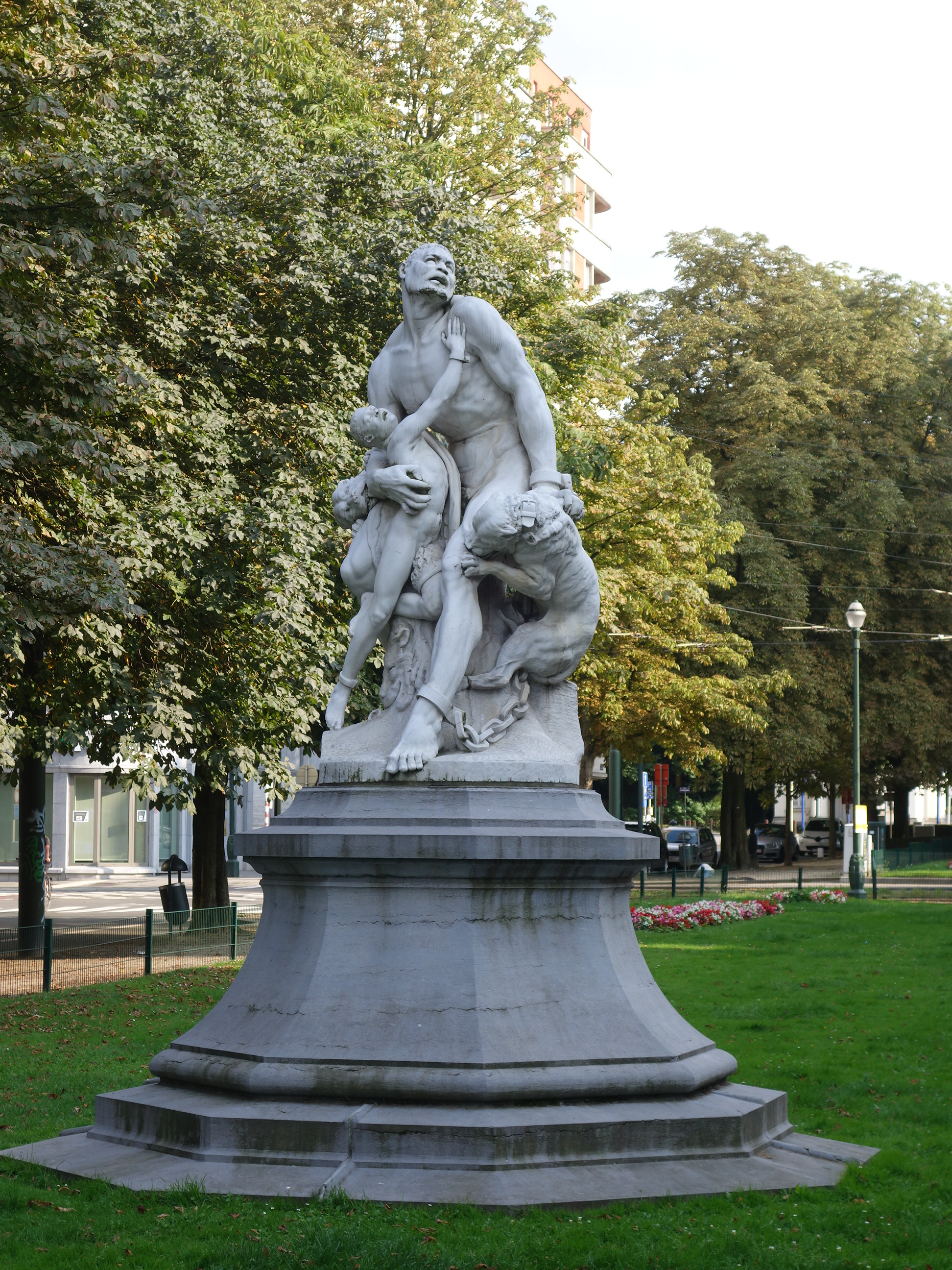
Nègres marrons surpris par des chiens (1893) aussi connu comme Esclaves repris par les chiens, œuvre de Louis Samain.

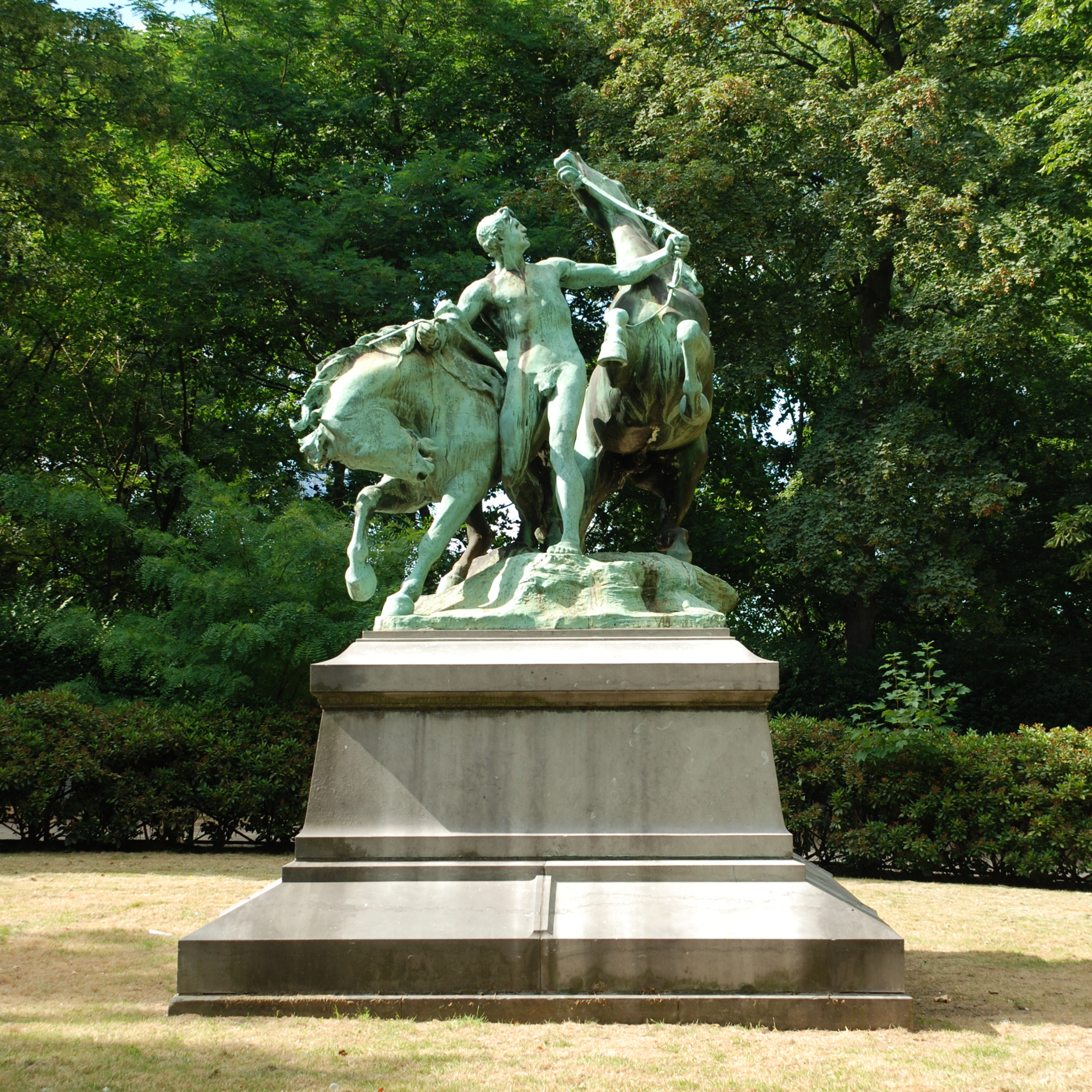
Avenue Louise à Bruxelles,
Le Dompteur de chevaux, sculpture par Thomas Vinçotte, 1885.

- En face du no 453 : Monument Jean de Selys Longchamps, bronze de Paul Boedts (1933), (au centre du  Carrefour de Selys Longchamps).
- Monument Odilon-Jean Périer, œuvre de Maurice Houyoux et Joseph Diongre (1949)
- À hauteur du no 380 (Jardin du Roi) : Phénix 44, sculpture monumentale d'Olivier Strebelle (1994)

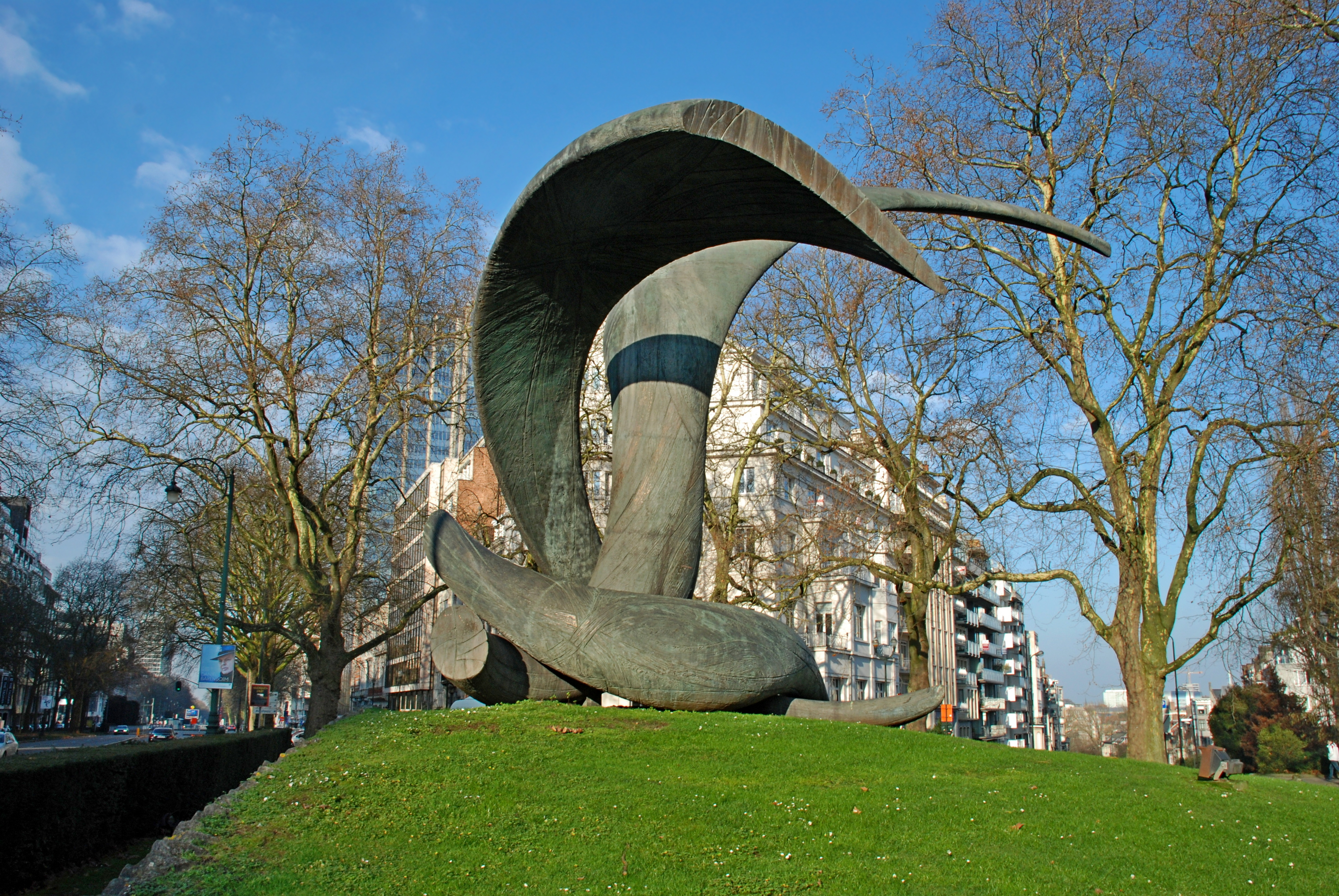
Phénix 44 (Olivier Strebelle, 1994).

### Ambassades
Ambassades
- no 130 : ambassade de la République Dominicaine
- no 176 : ambassade de Bolivie
- no 181 : ambassade du Montenegro
- no 225 : ambassade d'Argentine
- no 250 : ambassade du Barhein
- no 350 : ambassade du Brésil
- no 363 : ambassade d'Équateur
- no 379 : ambassade du Suriname
- no 425 : ambassade de Croatie
- no 475 : ambassade du Paraguay
- no 489 : ambassade du Costa Rica

## Rues avoisinantes
- Rue de l'Abbaye
- Rue du Bailli

## Voie d’accès
| ___ | Ce site est desservi par la station de métro : Louise. |

## Autres
- La composition musicale de Line Adam Avenue Louise[réf. nécessaire].
- Pour les besoins de sa chanson Formidable, Stromae a choisi cet endroit pour tourner le clip vidéo, dans lequel il est aperçu en train de circuler au milieu des tramways.